# 貝茲沃德內 (別里斯拉夫區)
47°10′22″N 33°17′4″E / 47.17278°N 33.28444°E
贝茲沃德内（烏克蘭語：Безводне）是位於烏克蘭南部的村莊，由赫爾松州別里斯拉夫區的大亚历山德里夫卡市镇負責管轄。該村始建於1898年，面積0.88平方公里，海拔高度69米，2001年人口154，人口密度每平方公里176人。